# Fliegerhorst Diepholz

i7
i11
i13
Der Fliegerhorst Diepholz (ICAO-Code: ETND) ist ein als Militärflugplatz und Verkehrslandeplatz klassifizierter Flugplatz in der Nähe von Diepholz in Niedersachsen.

## Geschichte
Die Geschichte des Flugplatzes reicht von seiner Planung 1934 bis heute.

### Planung, Bau und Inbetriebnahme 1934–1937
Anfang 1934 begann die Planung für den Fliegerhorst Diepholz. Als geeignetes Gelände wurde die südwestlich der Stadt gelegene Willenberger Marsch gewählt. Die Stadt Diepholz kaufte als Ausgleichsfläche für enteignete Bauern das zum Rittergut Falkenhardt gehörende Gut Junkernhäuser. Ende 1934 begannen Luftbaubataillone und der Reichsarbeitsdienst mit dem Bau des Flugplatzes. Das Rollfeld wurde als 1000 m durchmessende Rasenfläche angelegt. 1936 übernahm als Logistikverband der „Luftpark Diepholz“ das Gelände und es wurden weitere Gebäude (Kaserne, Werkstätten, Lager- und Flugzeughallen) sowie ein Anschlussgleis an den Bahnhof Diepholz gebaut.

### Vorkriegsnutzung 1937–1939
Nach Fertigstellung des Flugplatzes wurde die III. Gruppe des Kampfgeschwaders 254 in Diepholz stationiert.

### Kriegsjahre 1939–1945
Zu Kriegsbeginn bis 1940 waren hier das II./Kampfgeschwader 4 mit Heinkel He 111 und die Luftflotten-Nachrichtenschule 2 stationiert. 1939 wurden hierfür im Nordosten der Anlage 14 neue Baracken errichtet. Anfang 1940 wurde die Luftflotten-Nachrichtenschule 2 wieder nach Böhmen verlegt. Das Kampfgeschwader 4 wurde einsatzbedingt ebenfalls verlegt und der Luftpark kam nach Seerappen in Ostpreußen. Von 1940 bis 1943 war ein umfangreicher Aus- und Umbau geplant. Es sollten drei triangelförmig angelegte Start- und Landebahnen entstehen. Verwirklicht wurde nur eine Betonbahn in West-Ost-Richtung. Zum weiteren Schutz wurden im Umfeld zwei Flakstellungen errichtet. In den Umbaujahren erfolgten insgesamt 13 Luftangriffe durch Alliierte Luftstreitkräfte, die zusammen 78 Bomben abwarfen. Ein kombinierter Angriff der USAAF und der RAF am 21. Februar 1944 mit 90 viermotorigen Bombern führte zu schweren Schäden an Gebäuden, Hallen und Startbahn. Bis Kriegsende wurden keine Verbände von hier aus mehr eingesetzt. Britische Truppen besetzten den Flugplatz am 6. April 1945.
Die folgende Tabelle zeigt die vollständige Auflistung aller fliegenden aktiven Einheiten (ohne Schul- und Ergänzungsverbände) der Luftwaffe der Wehrmacht, die hier zwischen 1937 und 1945 stationiert waren.
| Von           | Bis            | Einheit                                            | Ausrüstung            |
| ------------- | -------------- | -------------------------------------------------- | --------------------- |
| April 1937    | März 1938      | III./KG 254 (III. Gruppe des Kampfgeschwaders 254) |                       |
| Dezember 1939 | Februar 1940   | II./KG 4                                           | Heinkel He 111P       |
| November 1940 | November 1940  | III./JG 27 (III. Gruppe des Jagdgeschwaders 27)    | Messerschmitt Bf 109E |
| Mai 1942      | Juli 1942      | KGr. z.b.V. 5                                      | Heinkel He 111        |
| November 1942 | März 1943      | KGr. z.b.V. 106                                    | Junkers Ju 52/3m      |
| April 1943    | April 1943     | KGr. z.b.V. 23                                     | Heinkel He 111        |
| August 1943   | September 1943 | Stab/TG 2                                          | Junkers Ju 52/3m      |
| August 1943   | Oktober 1943   | Stab und I./TG 1                                   | Junkers Ju 52/3m      |

### Alliierte und Nachkriegsnutzung 1945–1956
1945 nutzte die RAF den Flugplatz Diepholz, um britische Kriegsgefangene nach Hause rückzuführen. Die Kasernengebäude und Baracken wurden anschließend von sogenannten Displaced Persons belegt. Danach wurden die militärischen Anlagen demilitarisiert und noch vorhandene Gebäude von Vertriebenen aus den Ostgebieten genutzt. Einzelne Gebäude wurden von zivilen Firmen verwendet.

### Militärische Nutzung 1956 bis heute
Im Sommer 1956 trafen erste Truppen der Bundeswehr-Luftwaffe in Diepholz ein. Die Soldaten der Fliegerhorstgruppe begannen mit der Instandsetzung zerstörter Infrastruktur und der Auslagerung der zivilen Firmen vom Flugplatzgelände. Im April 1957 traf die Versorgungsgruppe A 21 aus Erding in Diepholz ein. Aus ihr ging das Luftwaffenversorgungsregiment 2 hervor, welches den Flugplatz bis zum 31. Dezember 2012 als Hauptnutzer betrieb. Im Januar 2013 wurden die meisten Einheiten dem Waffensystemunterstützungszentrum 2 unterstellt.
Am 18. September 2018 wurde die Fliegerhorststaffel aufgelöst und als Luftwaffenunterstützungsstaffel Diepholz neu aufgestellt. Das Systemzentrum 21 wurde ebenfalls aufgelöst und als Abgesetzte Instandhaltungsstaffel Hubschraubergeschwader 64 (AbgInsthStff HSG 64 Diepholz) neu aufgestellt.
Im August 2019 gab das Bundesministerium der Verteidigung bekannt, dass die Liegenschaft entgegen bisheriger Planungen nun im Rahmen der Trendwenden Personal und Material nicht aufgegeben wird.
Auf dem Fliegerhorst waren 2022 stationiert:
- Stab/Waffensystemunterstützungszentrum 2 (WaSysUstgZ 2) – Luftwaffe
- Materiallager Diepholz (MatLgr DIEPHOLZ) des Bundeswehrdepot West – Streitkräftebasis
- Teile Objektschutzregiment der Luftwaffe (ObjSRgtLw) – Luftwaffe
- Teile Bundeswehr-Dienstleistungszentrum (BwDLZ) Oldenburg – Wehrverwaltung
- Sanitätsstaffel Diepholz (SanStff Diepholz) – Zentraler Sanitätsdienst
- Instandhaltungsstaffel, Teil des HSGHubschraubergeschwaders 64. (HSG 64; ab Oktober 2018) – Luftwaffe[4]

Das Materiallager ist in den vergangenen Jahren um sieben neue Lagerhallen auf 24 Lagerhallen aufgewachsen. Bis 2030 solle weiter ausgebaut werde. Die neueste Lagerhalle L203 ist mit ihrem Lagersystem ein Pilotprojekt für die ganze Bundeswehr. Auf 2270 m² des fast 12 m hohen Gebäudes wird ein neues Lagerkonzept mit dem digitalen SAP-Lagersystem auf Basis der Europaletten mit 4200 Palettenplätzen erprobt. Zwischen den Schwerlasthochregalen fahren die Flurförderfahrzeuge gesteuert durch Induktionsschleifen im Boden.

### Zivile Nutzung 1975 bis heute
Im Jahr 1975 bekam der AERO-Club Diepholz von der Bundeswehr einen Mitnutzungsvertrag für Sportfliegerei. Diese Doppelnutzung führte in den folgenden Jahren immer wieder zu Problemen, da der Flugplatz militärisches Sicherheitsgebiet ist. 2000 wurde im Südosten des Geländes ein eigener Bereich für die zivile Nutzung geschaffen, der Flugplatz Diepholz-Dümmerland. Eigene Park- und Abstellflächen, ein eigener Tower und Hallen außerhalb des Sicherheitsbereichs entschärften die Situation. Des Weiteren ist der Aero-Club Diepholz e. V. auf dem Flugplatz Diepholz-Dümmerland mit zwei Vereinsmaschinen (Cessna C-172 und Socata TB-9) aktiv.

### Motorsport
Auf dem Gelände des Fliegerhorstes fand am 20.–21. Juli 1968 das erste vom AMC Diepholz unter Leitung von Peter Rumpfkeil (1941–2021) organisierte ADAC Flugplatzrennen (ab 1986 Int. ADAC Flugplatzrennen) statt. Es wurden zwischen 1984 und 1996 insgesamt elf Rennwochenenden der Deutschen Tourenwagen-Meisterschaft bzw. die International Touring Car Championship ausgetragen. Außerdem gastierten beispielsweise die Deutsche Rennsport-Meisterschaft, die Deutsche Rundstrecken-Meisterschaft und der Porsche Carrera Cup Deutschland regelmäßig auf der Strecke. Der zuletzt 2.720 m lange Kurs wurde gegen den Uhrzeigersinn befahren und beinhaltete Teile der Rollwege, des Vorfelds und der Start- und Landebahn, auf welcher sich die Boxengasse und die Start-Ziel-Gerade befanden.